# دانيال رومانو
دانيال رومانو هو كاتب أغاني ومغني كندي، ولد في 1985 في ويلاند في كندا.

## وصلات خارجية
- دانيال رومانو على موقع IMDb (الإنجليزية)
- دانيال رومانو على موقع ميوزك برينز (الإنجليزية)
- دانيال رومانو على موقع أول ميوزيك (الإنجليزية)
- دانيال رومانو على موقع ديسكوغز (الإنجليزية)